# Abstrakcja (filozofia)
Abstrakcja (abstrahowanie, z łac. abstractio „oderwanie”) – proces tworzenia pojęć, w którym wychodząc od rzeczy jednostkowych (najczęściej konkretnych) dochodzi się do pojęcia bardziej ogólnego poprzez konstatowanie tego, co dla tych rzeczy wspólne (zazwyczaj właściwości). 
Drogą tego procesu dochodzi się do pojęć najuboższych w treść, ale o najszerszym zakresie, takich jak rzecz, przedmiot, substancja czy byt. Pojęcie powstałe w wyniku procesu abstrakcji nazywamy abstraktem.

## Historia pojęcia
Arystoteles analizuje abstrakcję (stgr. ἀφαίρεσιϛ - oderwanie, odjęcie, zniesienie ) w dziełach O duszy, Analitykach wtórych i Metafizyce. Pierwszy jej etap zachodzi już na poziomie zmysłowym, zmysły ujmują bowiem odbierane bodźce w formy oderwane od materii. Właściwy proces abstrakcji zachodzi jednak w intelekcie, który wyodrębniania z rzeczy jednostkowych powszechniki, czyli oddziela pewne ich właściwości, które same z siebie nie są oddzielone . Rezultaty abstrakcji (abstrakty) poznaje się poprzez indukcję. Jest ona charakterystyczna dla matematyki, rozważającej figury w oderwaniu od konkretu. Jej przeciwieństwem jest dołączanie czy dodawanie cech realnych (stgr. πρόσθεσειϛ), charakterystyczne dla nauk przyrodniczych (fizyki) .
Tomasz z Akwinu za pomocą pojęcia abstrakcji daje swoje rozstrzygnięcie sporu o uniwersalia, głosząc, że abstrahentium non est mendacium („abstrahowanie nie jest kłamstwem”). Pomimo możliwości tego rodzaju umiarkowanych rozwiązań wielu sądzi (nominalizm, empiryzm), że brak ograniczenia w przeprowadzaniu abstrakcji może prowadzić do pozytywnych wniosków co do istnienia jakiejś rzeczywistości nieempirycznej. 
W historii filozofii duże znaczenie przypisuje się również poglądom Johna Locke'a i George'a Berkeleya na temat abstrakcji. John Locke w Rozważaniach dotyczących rozumu ludzkiego potwierdza istnienie abstrakcji. Według niego słowa są zewnętrznym wyrazem istniejących w umyśle idei, pochodzących z rzeczy zewnętrznych. Gdyby więc każda idea miała swoją nazwę, liczba słów musiałaby być nieograniczona. By temu zapobiec, umysł wybiera niektóre spośród poszczególnych idei i czyni je ideami ogólnymi. Zdolność do abstrahowania odróżnia według Locke'a ludzi od zwierząt. 
Berkeley z kolei odrzuca istnienie abstrakcji krytykując w Traktacie o zasadach poznania ludzkiego poglądy Locke'a. Wyróżnia się trzy argumenty Berkeleya (analogiczne do argumentów przeciwko substancji) przeciw istnieniu abstrakcji: 
- przeprowadzenie procesu abstrakcji nie jest możliwe – np. utworzenie idei człowieka wymagałoby pomyślenia czegoś, co jest kolorowe, a jednocześnie nie posiada żadnego konkretnego koloru, bo właśnie od konkretnych kolorów w tworzeniu abstrakcyjnej idei kolorów się abstrahowało;
- pojęcie abstrakcji jest niepotrzebne – idee proste mogą być reprezentowane przez inne idee proste, podobnie jak wykonany przez geometrę rysunek linii prostej na tablicy reprezentuje wszystkie linie;
- pojęcie abstrakcji prowadzi do sprzeczności – np. idea trójkąta nie może być równoboczna lub prostokątna, ale musi być równoboczna i prostokątna zarazem, co jest sprzecznością.

## Etapy badań abstrakcji
- Etap fizyczny – byt jest badany pod kątem jakościowym, przyglądanie się jego cechom fizycznym, odpowiedzi na działanie (np. zniekształcanie przedmiotu pod wpływem nacisku).
- Etap matematyczny – byt jest badany pod względem ilościowym, z jakich części się składa, w czego skład wchodzi, badanie matematyczne nie wpływa na badanie fizyczne.
- Etap metafizyczny – ujmuje istnienie bytu.

## Literatura dodatkowa
- Giovanni Reale, Historia filozofii starożytnej, t. 5, Lublin: Wydawnictwo KUL, 2012, s. 17.